# 2023年6月クラマトルスクのミサイル攻撃
2023年6月27日午後7時30分頃、ロシアのウクライナ侵攻 中に、ロシアはウクライナ東部クラマトルスクの民間施設を9K720 イスカンダル 弾道ミサイル2発で攻撃した。主な標的はピッツェリア「RIAピザ」で、当時店内には最大80人の客とスタッフがいた。攻撃により13人が死亡し、61人が負傷した。死亡者にはウクライナの小説家ヴィクトリヤ・アメリーナ、17歳の少女、14歳の双子の姉妹、アメリカ海兵隊退役軍人のイアン・トルトリッチが含まれていた。もう1発のミサイルはクラマトルスク郊外のビレンケ村を攻撃し、さらに5人が負傷した。
ピッツェリアは地元住民、兵士、外国人特派員、人道支援工作者に人気の場所だった。負傷者にはコロンビアの小説家エクトル・アバド・ファシオリンセとその友人セルヒオ・ハラミージョ・カロが含まれていた。当時、クラマトルスクは戦線から24キロメートル離れていた。

## 反応
この攻撃は、ロシアでワグネル・グループの反乱が終結し、ウラジーミル・プーチン大統領の権威が脅かされた直後に発生した。欧州連合外務・安全保障政策上級代表のジョセップ・ボレルとウクライナの大統領ウォロディミル・ゼレンスキーは、攻撃を「ウクライナの民間人に対するロシアのテロ」として非難した。ウクライナ軍は、レストランの外に駐車していた車両を監視し、映像をロシアの軍事情報機関に送信したスパイ容疑の男を逮捕した。
アメリカ合衆国のジョー・バイデン大統領は攻撃を非難し、プーチンが「世界中でのけ者」になったと述べた。国連のウクライナ人道調整官デニス・ブラウンは、攻撃を「ロシアの侵攻がウクライナの人々に与える許しがたい苦痛の例」と形容し、国際人道法の遵守を求めた。
PENウクライナとTruth Houndsは攻撃を戦争犯罪と呼び、Truth Houndsは被害者のヴィクトリヤ・アメリーナが戦争犯罪の記録者として活動していた団体である。PENウクライナは「明らかに多くの民間人がいる場所を攻撃した」と述べた。スカイ・ニュースのドミニク・ワグホーンは、高精度ミサイルの使用から「攻撃対象を正確に知っていた」とし、「戦争犯罪の疑いがある」と述べた。フランスのカトリーヌ・コロンナ外務大臣とスウェーデン外務省も攻撃を戦争犯罪として非難した。

## 犠牲者
ピッツェリアの従業員:
1. アンドリイチュク・カテリーナ・アンドリイヴナ、2004年生まれ（18歳、調理師）
2. バシュケーエヴァ・ゾリャーナ・ヴァレリイヴナ、1999年生まれ（24歳、ウェイトレス）
3. ゴロフチェンコ・イェウヘニア・オレクサンドリヴナ、2005年12月生まれ（18歳、乾燥作業員）
4. ドルゴポル・ミキタ・ヴァレンティノヴィッチ、1999年4月25日生まれ（24歳、主任調理師）
5. ザハロフ・ロマン・ルスラノヴィッチ（20歳、ウェイター）
6. シモンニク・ヴァレリヤ・ルスラニヴナ、2005年8月23日生まれ（17歳、乾燥作業員）
7. ティトルク・アルトゥール・ヴォロディミロヴィッチ、1994年生まれ（28歳、店長）

ピッツェリアの客:
1. 双子の姉妹ユリアおよびアンナ・アクセンチェンコ、2008年9月4日生まれ（14歳、学生）
2. アメリナ・ヴィクトリヤ・ユリイヴナ、1986年1月1日生まれ（37歳、作家）[17][14]
3. オルロフスキー・アルトゥール（30歳、起業家）
4. スホヴィー・アルテム・オレホヴィッチ（22歳、戦闘衛生兵 1 ShB 3 OShBr）[18]
5. イアン・トルトリッチ、コールサイン「フランク」（23歳、国際義勇軍ボランティア、元アメリカ海兵隊）[19]

## ギャラリー

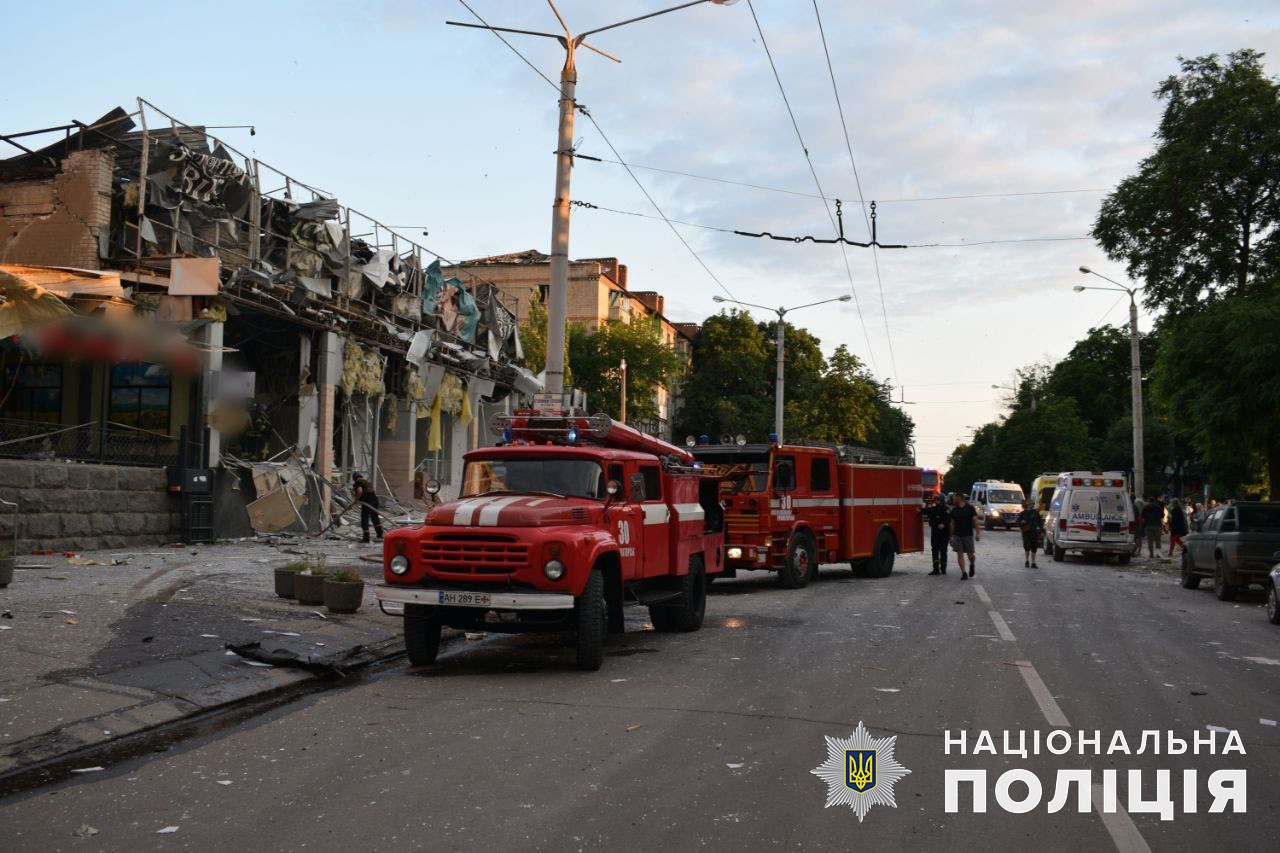
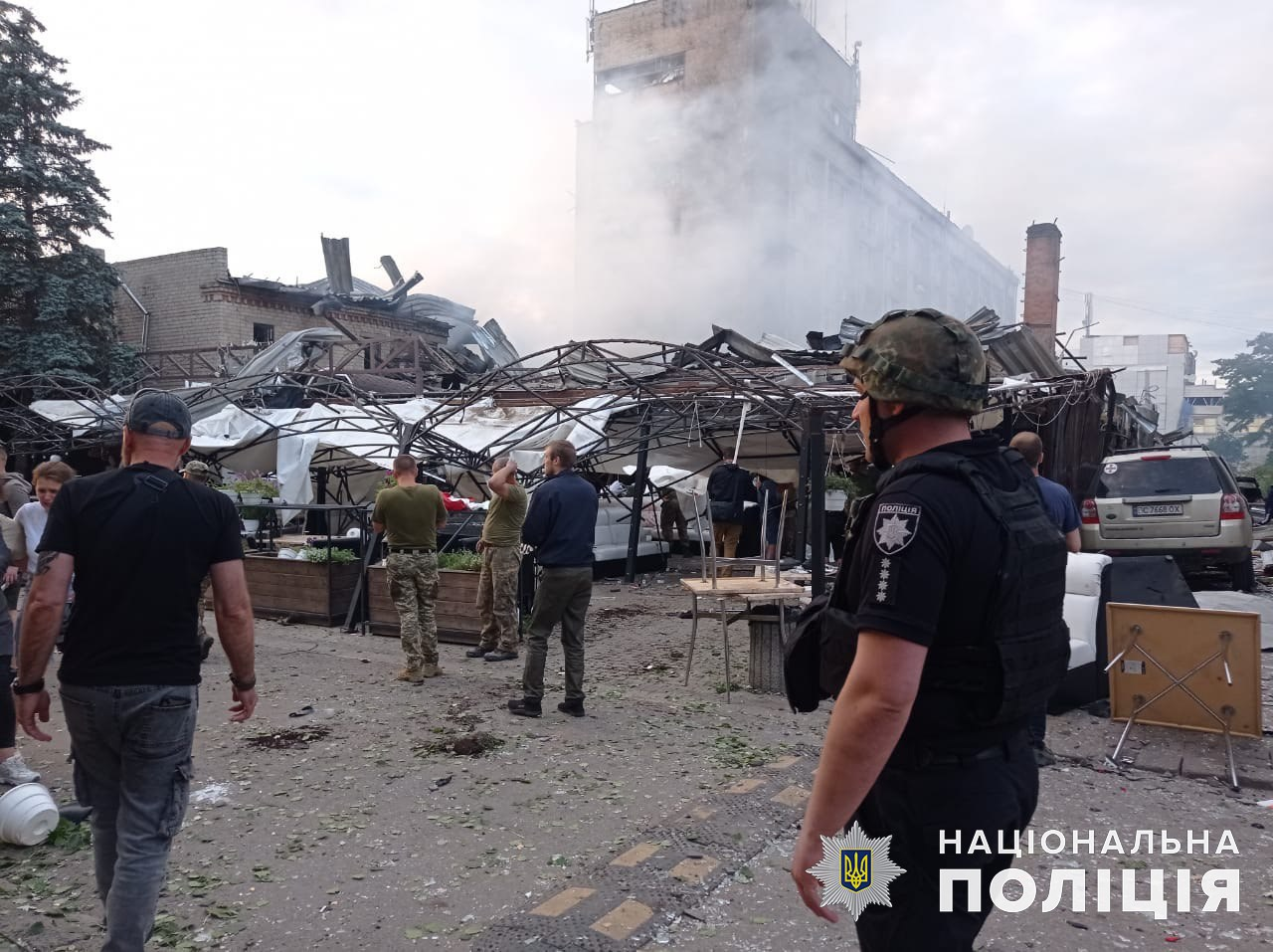
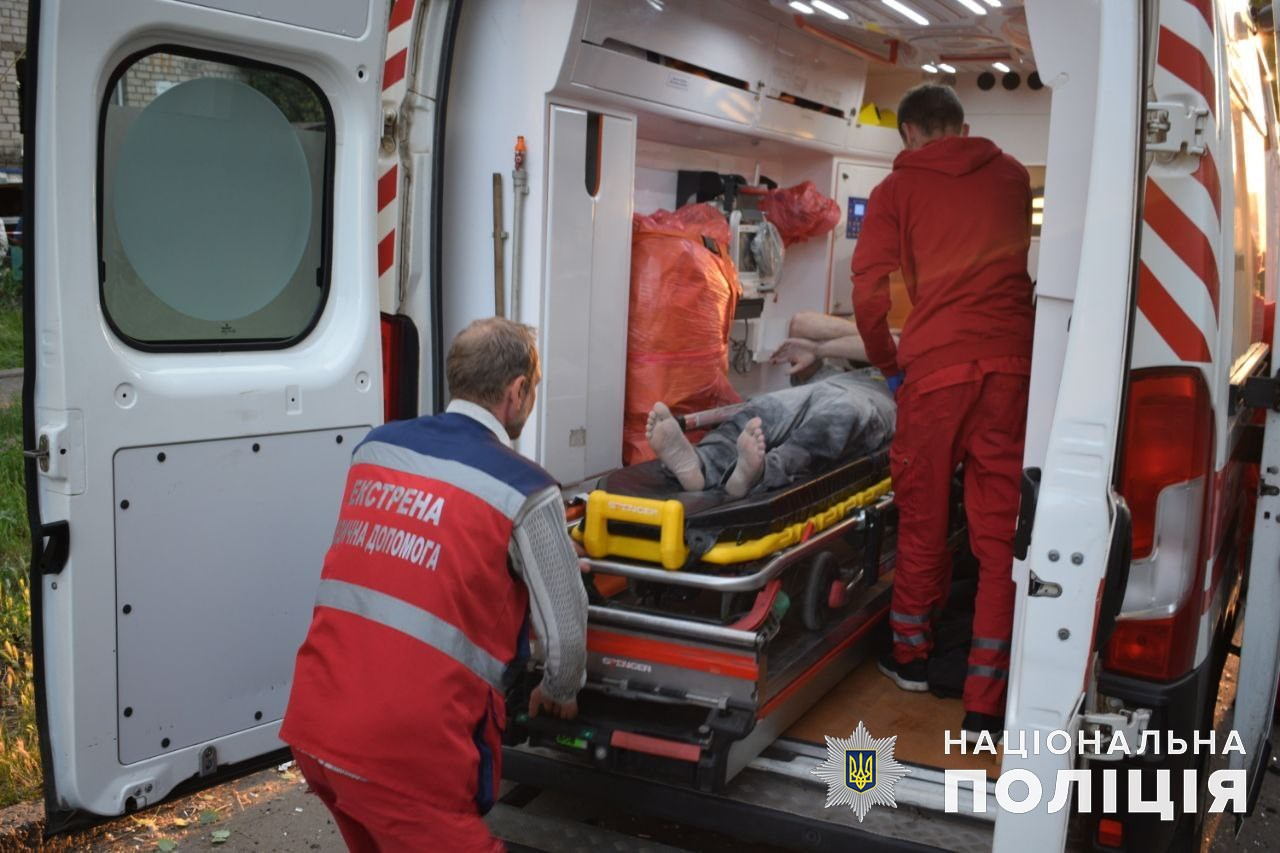